# Martin Wendt (Politiker, 1886)

Martin Wendt

Martin Wendt (* 18. November 1886 in Schönhagen; † 31. März 1947 in Kyritz) war ein deutscher Politiker (NSDAP).

## Leben
Nach dem Besuch der Dorf- und Mittelschule trat Martin Wendt 1906 in das Garde-Schützen-Bataillon in Berlin-Lichterfelde ein. Ab 1914 nahm er mit dem Garde-Reserve-Schützen-Bataillon, dann mit dem 3. Garde-Regiment zu Fuß und zuletzt mit dem Reserve-Infanterie-Regiment 36 am Ersten Weltkrieg teil, in dem er mit dem Eisernen Kreuz II. Klasse ausgezeichnet wurde. 
Wendt wurde im Mai 1928 Mitglied der NSDAP (Mitgliedsnummer 91.324). Zudem war er Mitglied des Kreisausschusses Ostprignitz, Landesbauernführer der Kurmark, Provinzialrat, Generallandschaftsrat und Mitglied der Arbeitskammer Brandenburg sowie Landesobmann für die bäuerliche Selbstverwaltung der Landesbauernschaft Kurmark und Präsident der Landeswirtschaftskammer für Berlin und Brandenburg.
Von 1932 bis zur Auflösung dieser Körperschaft im Herbst 1933 saß Wendt als Abgeordneter im Preußischen Landtag. Anschließend gehörte er von November 1933 bis zum Ende der NS-Herrschaft im Frühjahr 1945 dem nationalsozialistischen Reichstag als Vertreter des Wahlkreises 4 (Potsdam) an. In der SS erreichte er im November 1941 den Rang eines SS-Brigadeführers (SS-Nr. 276.580).